# Şilyan (Kürdəmir)
Şilyan è un comune dell'Azerbaigian situato nel distretto di Kürdəmir.